# Soultzmatt
Soultzmatt é uma comuna francesa na região administrativa de Grande Leste, no departamento Alto Reno. Estende-se por uma área de 19,58 km². Em 2010 a comuna tinha 2 454 habitantes (densidade: 125,3 hab./km²).